# آنا هايلمان
آنا هايلمان (بالبولندية: Anna Heilman)‏ هي مقاومة بولندية، ولدت في 1 ديسمبر 1928 في وارسو في بولندا، وتوفيت في 1 مايو 2011 في أوتاوا في كندا.